# Good Morning, Vietnam
Good Morning, Vietnam (von englisch good morning ‚Guten Morgen‘) ist ein Spielfilm von Barry Levinson aus dem Jahr 1987 über einen US-amerikanischen AFN-Radiomoderator in Saigon während des Vietnamkriegs. Der Film basiert auf der Biographie des AFN-Moderators Adrian Cronauer, der Co-Autor des Drehbuchs war. Cronauer wird von Robin Williams dargestellt, der dafür einen Golden Globe gewann und eine Oscar-Nominierung erhielt. Der Film wurde von Touchstone Pictures produziert und die deutsche Synchronisation erfolgte durch die Berliner Synchron GmbH.

## Handlung
Adrian Cronauer kommt 1965 als neuer unkonventioneller AFN-Radiomoderator nach Vietnam, um für die US Army auf Sendung zu gehen. Durch seine humorvolle Art zu moderieren und seinen Hang zu populärem Rock ’n’ Roll gewinnt er einerseits schnell eine große Fangemeinde unter den Soldaten und erzeugt andererseits Widerwillen bei seinen direkten Vorgesetzten, Lieutenant Steven Hauk und Sergeant Major Dickerson, die seine respektlose und subversive Art nicht schätzen. Eines Tages spottet er über Richard Nixon, indem er ein fingiertes Interview sendet. Seine Vorgesetzten sind aufgebracht, jedoch erhält Cronauer Rückendeckung von seinen Kollegen und Brigadier General Taylor.
Eines Tages sieht Cronauer in der Stadt eine junge vietnamesische Frau, von der er sofort fasziniert ist. Er spricht sie an, aber sie entzieht sich ihm, indem sie in ein Taxi steigt und wegfährt. Cronauer kauft schnell ein Fahrrad und verfolgt sie. Er gelangt in eine Sprachschule, wo sie offenbar in einem Konversationskurs Englisch lernt. Er besticht den Englischlehrer, um dessen Unterricht zu übernehmen, in der Hoffnung, so an die Schöne heranzukommen. Nach dem Unterricht erfährt er von ihrem Bruder Tuan, der auch im Klassenraum saß, ihren Namen: Trinh. Er erfährt zugleich aber auch, dass die vietnamesischen Sitten es einer jungen Frau untersagen, einfach so mit einem fremden Mann in Kontakt zu treten. Cronauer freundet sich daraufhin mit ihrem Bruder an, da er verstanden hat, dass er die Familie von Trinh kennenlernen muss, um sie kennenlernen zu dürfen. Cronauer geht mit Tuan in Jimmy Wah's Bar, die fast ausschließlich von amerikanischen Soldaten besucht wird. Dort fällt Tuan natürlich auf und es kommt zu einer Schlägerei, als zwei GIs versuchen, Tuan rauszuschmeißen, worauf Cronauer ihn verteidigt.
Einige Tage später, als Cronauer erneut in Jimmy Wah's Bar sitzt, wird er von Tuan aus dem Gebäude herausgelockt, kurz bevor die Bar explodiert. Es war ein Anschlag der Nationalen Front für die Befreiung Südvietnams, dem Cronauer nur knapp entgangen ist. Ihm wird bewusst, wie gefährdet die US-Amerikaner in Saigon sind, und er möchte darüber in seiner Radiosendung berichten. Doch ihm wird jede Form der Berichterstattung untersagt – alle hereinkommenden Nachrichten müssen zuerst von zwei Zensoren freigegeben werden.
Cronauer beginnt zuerst eine seiner gewöhnlichen Shows, erzählt dann aber doch von dem Bombenanschlag. Seine laufende Sendung wird daraufhin von Dickerson abgebrochen, indem dieser den Strom abstellen lässt. Cronauer wird anschließend als Moderator beurlaubt und durch Lieutenant Steven Hauk vertreten, der sich selbst für einen großen Komiker hält.
Cronauer besucht in seiner freien Zeit Trinh und ihre Familie in ihrem Dorf außerhalb Saigons. Trinh sagt ihm dort, dass ihre Freundschaft keine Zukunft habe, da sie in zwei verschiedenen Welten lebten. Cronauer erhält durch diese Kontakte einen immer tieferen Einblick in die Situation in Vietnam und in die Ungerechtigkeit des Krieges.
Wieder zurück in Saigon wird Cronauers Sendung von dem Brigadegeneral Taylor wieder freigegeben, da Tausende seiner Fans geschrieben und angerufen haben und fast niemand Hauk gut fand. Durch die emotionalen Erlebnisse der letzten Zeit hat Cronauer jedoch die Lust an der Sendung verloren und möchte nicht mehr moderieren. Sein Kollege Edward Garlick kann ihn erst dann umstimmen, als sie einem Truppentransport begegnen. Dort bekommt Cronauer direkten Kontakt zu Soldaten, die alle seine Sendung kennen und lieben, und er merkt, wie wichtig seine Sendungen als Beitrag zur Motivation der Truppe sind und wie wichtig ihm sein Job ist. Er fängt wieder an zu moderieren.
Als er eines Tages zusammen mit Garlick Soldaten an der Front besuchen will, um sie zu interviewen, wird er von Sgt. Major Dickerson hintergangen: Er schickt sie bewusst auf eine vom Feind eingenommene Strecke in der Hoffnung, ihn so loszuwerden. Sie fahren auf dieser Straße über eine Landmine. Durch die Explosion wird der Wagen von der Straße geschleudert und rollt eine Böschung hinunter. Die beiden überleben, verstecken sich vor den Vietcong und werden einige Zeit später von Trinhs Bruder Tuan gefunden, der sich auf die Suche nach ihnen gemacht hat, da Cronauer nicht beim Konversationsunterricht erschienen ist. Gemeinsam gehen sie durch den Dschungel, bis sie von einem Hubschrauber gefunden und mitgenommen werden.
Zurück im Funkhaus in Saigon wird Cronauer durch seinen Vorgesetzten Dickerson vom Dienst suspendiert, da bekannt wurde, dass Tuan, der mit ihm im Hubschrauber saß, zum vietnamesischen Widerstand gehört und als „Terrorist“ gesucht wird. Auch Brigadegeneral Taylor kann Cronauer jetzt bei aller Sympathie keine Rückendeckung mehr geben: Er soll zurück in die Vereinigten Staaten. Taylor aber weiß, was Dickerson getan hat, auch wenn er es nicht beweisen kann, und dessen bösartiges Benehmen ist seit längerem offenkundig. Aus diesen Gründen arrangiert er seine Strafversetzung nach Guam.
Cronauer hat keine andere Wahl als zu gehen, versucht aber noch, Tuan ausfindig zu machen und zu warnen. Dieser läuft zuerst vor ihm weg, dann kommt es zu einer emotionalen Aussprache. Tuan erklärt seine Motive, warum er den Anschlag auf die GI-Kneipe verübt hat: Viele seiner Verwandten wurden von Amerikanern getötet.
Schließlich verabschiedet sich Cronauer von all den vietnamesischen Freunden, die er während seines fünfmonatigen Aufenthalts in Saigon gefunden hat, mit einem Softballspiel, das er ihnen die ganze Zeit versprochen hatte (es handelt sich jedoch um keine echten Softbälle, sondern um Honigmelonen). Danach wird er zum Flughafen gebracht, wo er in die Vereinigten Staaten ausgeflogen werden soll. Zum Abschied gibt er seinem Kollegen Garlick ein Tonband mit dem Wunsch, es im Radio zu spielen, was dieser auch macht. Es handelt sich um eine besonders subversive Abschiedssendung Cronauers.

## Synchronisation
Die deutsche Synchronisation entstand im Auftrag der Berliner Synchron, für die Dialogregie und das deutsche Dialogbuch war Arne Elsholtz verantwortlich.
| Figur                              | Darsteller        | Deutscher Sprecher                        |
| ---------------------------------- | ----------------- | ----------------------------------------- |
| Adrian Cronauer                    | Robin Williams    | Peer Augustinski Arne Elsholtz (ein Take) |
| Edward „Eddie“ Montesquieu Garlick | Forest Whitaker   | Tobias Meister                            |
| Brigadier General Taylor           | Noble Willingham  | Arnold Marquis                            |
| Sergeant Major Dickerson           | J. T. Walsh       | Joachim Kerzel                            |
| 2nd Lieutenant Steven Hauk         | Bruno Kirby       | Santiago Ziesmer                          |
| Marty Lee Dreiwitz                 | Robert Wuhl       | Thomas Danneberg                          |
| Pvt. Abersold                      | Richard Edson     | Thomas Petruo                             |
| Radio-Zensoren                     | Stanton-Zwillinge | Gerd Duwner                               |

## Analyse
Anders als viele andere geläufige Filme über den Vietnamkrieg (Apocalypse Now, Platoon oder Full Metal Jacket) stellt dieser Film nicht das Kampfgeschehen in den Mittelpunkt, sondern die involvierten GIs und die Zivilbevölkerung des damaligen Saigon. In dieser Komödie wechseln sich deshalb witzige mit nachdenklich stimmenden Szenen ab. Markant ist eine Szene, in der Bombenexplosionen und andere Kriegshandlungen, lautlos im Bild, von Louis Armstrongs Ballade What a Wonderful World begleitet werden, welche eigentlich erst 1967 aufgenommen wurde und daher nicht zum Zeitpunkt der Handlung (1965) passt. Auch Ballad of a Thin Man (1966) von Bob Dylan gehört dazu. Die Stimmung, die der Soundtrack insgesamt vermittelt, kann trotz seiner wenigen Abweichungen durchaus als authentisch bezeichnet werden. Obwohl der Film die militärischen Vorgänge in Vietnam nicht dokumentarisch genau darstellen will, bemüht er sich doch, dessen Absurdität, deren Opfer unter anderem Cronauer wurde, zu vermitteln.

## Kritik
Good Morning, Vietnam erhielt ein gutes Presseecho, was sich auch in den Auswertungen US-amerikanischer Aggregatoren widerspiegelt. So erfasst Rotten Tomatoes größtenteils positive Besprechungen und ordnet den Film dementsprechend als „Zertifiziert Frisch“ ein. Laut Metacritic fallen die Bewertungen im Mittel „Grundsätzlich Wohlwollend“ aus.
Vor allem Robin Williams' Darstellung wurde gelobt. Er erhielt den Golden Globe 1988 als „Bester Hauptdarsteller (Komödie/Musical)“ und wurde auch für den Oscar 1988 als „Bester Hauptdarsteller“ nominiert.

„Good Morning, Vietnam hat bewiesen, dass Robin Williams in ein und demselben Film eine gute schauspielerische Leistung abliefern und dennoch urkomisch sein kann.“

„Täuschen Sie sich nicht: Mr. Williams's Darstellung ist, obwohl voll überschäumender Komik, das Werk eines ernstzunehmenden Schauspielers. Good Morning, Vietnam ist eine ‚Ein-Mann Tour de Force‘.“

„Durch das großartige Spiel ihres Hauptdarstellers überzeugende Tragikomödie, die von Anteilnahme für die Opfer auf beiden Seiten dieses Krieges geprägt ist. Trotz seines Humors und manchmal atemberaubenden Tempos ein nachdenklich stimmender Film.“

Wolfgang M. Schmitt übt dagegen Ideologiekritik am Film und ist der Ansicht, dass Cronauers Umgangsformen mit der Truppe ihn ebenso zum „charistmatischen Führer“ machten wie Drill Sergeant Hartman in Full Metal Jacket. Damit erfülle Cronauer letztlich weiterhin die Funktion zur Hebung des Kampfeswillens, was die Aussage des Films zur „Pseudokritik“ mache.

## Soundtrack
- Around The World In 80 Days – Lawrence Welk
- Baby Please Don’t Go – Them
- Ballad of a Thin Man – The Grass Roots
- Beach Blanket Bingo – Frankie Avalon
- California Sun – The Rivieras
- Cast Your Fate to the Wind – Sounds Orchestral
- Danger, Heartbreak Dead Ahead – The Marvelettes
- Don’t Worry Baby – The Beach Boys
- Dream On Little Dreamer – Perry Como
- Five O’Clock World – The Vogues
- Game of Love – Wayne Fontana & The Mindbenders
- Hot Time in the Old Town Tonight – Lawrence Welk & Myron Floren
- I Get Around – The Beach Boys
- I Got You (I Feel Good) – James Brown
- I’ll Never Smile Again – Lawrence Welk
- In the Midnight Hour – Wilson Pickett
- It’s Alright – Adam Faith
- Kit Kat Polka – Lawrence Welk & Myron Floren
- Liar Liar – The Castaways
- Acapulco – Herb Alpert & The Tijuana Brass
- Lollipops & Roses – Jack Jones
- Nowhere to Run – Martha & the Vandellas
- Smoke Gets in Your Eyes – Ray Conniff
- Sugar and Spice – The Searchers
- Warmth of the Sun – The Beach Boys
- What a Wonderful World – Louis Armstrong
- Yeah Yeah – Georgie Fame & The Blue Flames
- My Boyfriend’s Back – The Angels
- Puff, the Magic Dragon – Peter Yarrow & Leonard Lipton
- Rawhide – Dimitri Tiomkin & Ned Washington
- You Keep Me Hangin’ On – Brian Holland, Lamont Dozier, & Edward Holland, Jr.
- Like Tweet – Joe Puma & Eddie Hall
- Get a Job – The Silhouettes

## Trivia
Die morgendliche Radio-Begrüßung Good Morning, Vietnam entwickelte sich während Adrian Cronauers Dienst auf Kreta in der Iraklion Air Station, bei der er seine Sendungen bereits mit Good Morning, Iraklion anmoderierte.